# アダム・ウォーレン
アダム・ウォーレン（Adam Warren : 1967年 - ）は、アメリカ合衆国のコミックアーチスト。
「ダーティペア」シリーズをアメコミ化した一連のシリーズ（ダーティペア#アメコミ版）で地位を確立した。日本漫画のスタイルをベースとした商業用イラストの先駆者でもある。
現在フリーランスとして、マーヴェル・コミックスやダークホースコミックス社の原作者や作画担当者として活動している。

## 経歴
1967年、アメリカ・ニューハンプシャー州生まれ。ニュージャージー州のアートスクールに入学するが、一年もしないうち意欲を失いかける。その頃「ダーティペア」シリーズと出会い衝撃を受け、漫画家になることを決意。友人のトーレン・スミスとともにプロメテウス・スタジオを通じ同シリーズを翻案した作品の出版権を獲得しようと試みる。ダーティペアをベースにした企画をダーティペア製作元の日本サンライズに持ち込むが交渉は不調に終わり、最終的に原作者の高千穂遥がウォーレンの絵柄を気に入って「著作権問題を避けるため、アニメとは違うアメコミスタイルにすること」を条件にライセンス許諾に同意した。このアメコミ版の一連のダーティ・ペアシリーズがウォーレンの初の主要作品となる。
1989年にトーレン・スミスと共同で製作した『ダーティ・ペア・バイオハザード』シリーズをEclipse Comicsから出版し、引き続き90年代から2000年代にかけてはダーティ・ペアシリーズの連作と、『バブルガムクライシス』シリーズを製作する。2002年の『ダーティ・ペア・シム・ヘル』ではスミスとのコンビを解消したソロ作品となった。並行して『X-メン』、『Livewires』、『スターウォーズ』、『アップルシード』などのペーパーバックのカバーアート、ピンナップなどを描く。また北米版の「プレイステーション・マガジン」でも裏表紙の漫画を描いている。
最近ではフリーランスとして活動し、関係する出版社は多数にのぼる。現在の主要作品としては2007年より から変身ヒロイン物の『エンパワード』をダークホースコミックスから出版し、2011年現在は6巻までが発売されている。
作風はいわゆるOEM(オリジナル英語MANGA)である。絵柄には日本の漫画の影響が非常に強いが、カラーではアメコミの伝統技法が漫画と混合した独特のスタイルを持つ。ペン入れの前の鉛筆による下書きが緻密で、複数の友人から「ペンよりも鉛筆描きの方が気に入った」と言われたことから「Empowered」は鉛筆で作画を行っている。